# アブドゥッラー・ケセロール
アブドゥッラー・ケセロール（トルコ語: Abdullah Keseroğlu, 1988年2月7日 - ）はトルコ・ハタイ県アルトゥネズュ出身の元サッカー選手、現サッカー指導者。
現役時代のポジションはMF（ミッドフィールダー）。

## 経歴
2006年、ドイツ・レギオナルリーガ・ノルトのバイエル・レバークーゼンIIでプロデビュー。
2007年、オーバーリーガ・ノルトラインのボルシア・メンヒェングラートバッハIIに移籍。
2009年、3. リーガのVfLオスナブリュックに移籍。
2010年、トルコ・TFF2.リグのブグサシュスポルに移籍。
2011年、スュペル・リグのMKEアンカラギュジュに期限付き移籍。
2012年、TFF1.リグのブジャスポルに移籍。
2013年、ドイツ・レギオナルリーガ・ズュートヴェストのFC08ホンブルクに移籍。
2014年、オーバーリーガ・ヴェストファーレンのSFジーゲンに移籍。
2015年、オーバーリーガ・ニーダーラインのSCデュッセルドルフ＝ヴェストに移籍。
2016年7月1日、ベツィルクスリーガ・ミッテルライン・スタッフェル1のDSKケルンアスレティックコーチに就任。
2017年6月30日、DSKケルンアスレティックコーチ退任。
2017年7月1日、現役引退、ベツィルクスリーガ・ミッテルライン・スタッフェル1のSGケルン＝ヴォリンゲン監督に就任。
2019年6月30日、SGケルン＝ヴォリンゲン監督退任。
2019年7月1日、ベツィルクスリーガ・ミッテルライン・スタッフェル1のSVアイントラハト・ホーケッペル監督に就任。
2022年11月15日、SVアイントラハト・ホーケッペル解任。
2023年、ランデスリーガ・ミッテルライン・スタッフェル1のFCペシュ監督に就任。

### 代表
2005年、イタリアで開催されたUEFA U-17欧州選手権で優勝。FIFA U-17ワールドカップにも出場した。

## 所属クラブ
- 2006-2007  バイエル・レバークーゼンII（英語版）
- 2007-2009  ボルシア・メンヒェングラートバッハII
- 2009-2010  VfLオスナブリュック
- 2010-2011  バシュケント・サファクスポルFK（トルコ語版）
  - 2011-2012  MKEアンカラギュジュ（期限付き移籍）
- 2012-2013  ブジャスポル
- 2013-2014  FC08ホンブルク
- 2014-2015  SFジーゲン
- 2015-2017  SCデュッセルドルフ＝ヴェスト（ドイツ語版）

## 指導歴
- 2016-2017  DSKケルン（ドイツ語版）[要リンク修正] : アスレティックコーチ
- 2017-2019  SGケルン＝ヴォリンゲン（ドイツ語版） : 監督
- 2019-2022  SVアイントラハト・ホーケッペル : 監督
- 2023-  FCペシュ : 監督

## タイトル

### クラブ
バイエル・レバークーゼンII
- ミッテルラインポカール（ドイツ語版） : 2006-07

ボルシア・メンヒェングラートバッハII
- オーバーリーガ・ノルトライン（ドイツ語版） : 2007–08

VfLオスナブリュック
- 3. リーガ : 2009-10

### 代表
U-17トルコ代表
- UEFA U-17欧州選手権：2005